# 2022 FIFAワールドカップ・ヨーロッパ2次予選
本項目では、カタールで開催される2022 FIFAワールドカップ出場チームを決定するための予選の、欧州サッカー連盟 (UEFA) 加盟協会を対象としたヨーロッパ予選のうち、2022年3月及び6月に開催された2次予選（プレーオフステージ）について記す。
開催方式が前回大会までの「グループステージ2位同士によるホーム・アンド・アウェー方式」から「グループステージ2位に直近のUEFAネーションズリーグ (NL) 上位を加えたトーナメント方式」に大きく変更されている。

## フォーマット
大会フォーマットは、2019年12月4日にスイスのニヨンで開催されたUEFA実行委員会によって承認された。ともにNLの結果を加味するものの、UEFAネーションズリーグ2018-19の結果のみで参加チームを決定したUEFA EURO 2020予選プレーオフの大会方式からは変更され、従来の「グループステージ/プレーオフステージ」構造を維持した上で、UEFAネーションズリーグ2020-21の上位チームを参加チームに加える方式となった。
参加資格を有する12チーム（後述）を4チームずつ3つのグループ（プレーオフ・パス）に分けて、それぞれでシングルイリミネーショントーナメントを戦う。3月24-25日に準決勝を、2022年3月28-29日に決勝を行い、決勝の勝者が2022 FIFAワールドカップの出場権を獲得する。準決勝・決勝とも1試合のみで決着するものとし（ホーム・アンド・アウェー方式ではない）、準決勝はグループステージの上位6チームのホームゲームとして、決勝は準決勝後の抽選により決定したチームのホームゲームとして開催される。
準決勝・決勝ともフルマッチ終了後に同点の場合は30分の延長戦が行われ（1名分の選手交代枠が追加される）、延長戦終了後も同点の場合はPK戦により勝者を決定する 。2019年12月のUEFA実行委員会の承認を受けて、ワールドカップ予選トーナメント全体でビデオ・アシスタント・レフェリーの使用が承認されており、2次予選でも採用される。

## 参加チーム
次の要件を満たす12チームが参加する。
- ヨーロッパ予選グループステージの各グループ（A-J）の2位となった10チーム
- グループステージで3位以下となったチームのうちUEFAネーションズリーグ2020-21でグループ最上位となったチームから2チーム[6]

### グループステージ2位チーム
ヨーロッパ予選グループステージの各グループ（A-J）の2位となったチームがプレーオフに進む。 グループステージの上位6チームがシードされホーム開催権を得る。下位4チームは準決勝の抽選でシードされない。 
| 順 | グ | チーム         | 試 | 勝 | 分 | 敗 | 得 | 失 | 差  | 点 | シード           |
| -- | -- | -------------- | -- | -- | -- | -- | -- | -- | --- | -- | ---------------- |
| 1  | A  | ポルトガル     | 8  | 5  | 2  | 1  | 17 | 6  | +11 | 17 | 準決勝シード     |
| 2  | F  | スコットランド | 8  | 5  | 2  | 1  | 14 | 7  | +7  | 17 | 準決勝シード     |
| 3  | C  | イタリア       | 8  | 4  | 4  | 0  | 13 | 2  | +11 | 16 | 準決勝シード     |
| 4  | H  | ロシア         | 8  | 5  | 1  | 2  | 14 | 5  | +9  | 16 | 準決勝シード     |
| 5  | B  | スウェーデン   | 8  | 5  | 0  | 3  | 12 | 6  | +6  | 15 | 準決勝シード     |
| 6  | E  | ウェールズ     | 8  | 4  | 3  | 1  | 14 | 9  | +5  | 15 | 準決勝シード     |
| 7  | G  | トルコ         | 8  | 4  | 3  | 1  | 18 | 16 | +2  | 15 | 準決勝ノーシード |
| 8  | I  | ポーランド     | 8  | 4  | 2  | 2  | 18 | 10 | +8  | 14 | 準決勝ノーシード |
| 9  | J  | 北マケドニア   | 8  | 3  | 3  | 2  | 14 | 11 | +3  | 12 | 準決勝ノーシード |
| 10 | D  | ウクライナ     | 8  | 2  | 6  | 0  | 11 | 8  | +3  | 12 | 準決勝ノーシード |

### ネーションズリーググループ勝者
グループステージで3位以下となり、本大会および2次予選出場資格を得られなかったUEFAネーションズリーグ2020-21各グループの勝者（グループ1位）のうち総合ランキング 上位2チームが2次予選に進出する。この資格で2次予選に参加するチームは準決勝でホーム開催権を得られない。

| NL | 順 | グループ1位  | 予選 |
| -- | -- | ------------ | ---- |
| A  | 1  | フランス &   | D    |
| A  | 2  | スペイン &   | B    |
| A  | 3  | イタリア     | C    |
| A  | 4  | ベルギー &   | E    |
| B  | 17 | ウェールズ   | E    |
| B  | 18 | オーストリア | F    |
| B  | 19 | チェコ       | E    |
| B  | 20 | ハンガリー   | I    |
| C  | 33 | スロベニア   | H    |
| C  | 34 | モンテネグロ | G    |
| C  | 35 | アルバニア   | I    |
| C  | 36 | アルメニア   | J    |
| D  | 49 | ジブラルタル | G    |
| D  | 50 | フェロー諸島 | F    |

凡例
- &  グループ首位により本大会出場権獲得
- グループ2位により2次予選進出
- NLの成績要件により2次予選進出
- 白：1次予選敗退

## 抽選
ヨーロッパ予選グループステージの終了後、2次予選進出の12チームは、2021年11月26日 17:00 (CET) にスイス・チューリッヒで行われる抽選で組み合わせが決定する。
組み合わせ抽選は以下の手順で行なわれる。
- グループステージの上位6チームがシードとなり、順番に抽選し、準決勝1から6のホームチームに割り当てる。
- 前述以外の6チームがノーシードとなり、順番に抽選し、準決勝1から6のアウェイチームに割り当てる。
- パスAは、準決勝1と2で構成され、準決勝の勝者が決勝Aに進む。
- パスBは、準決勝3と4で構成され、準決勝の勝者が決勝Bに進む。
- パスCは、準決勝5と6で構成され、準決勝の勝者が決勝Cに進む。
- 決勝A、B、Cがどちらのホームゲームとなるかは、準決勝終了後に改めて抽選を行って決定される。

シード分けは次のとおり。
| チーム         | 順位 |
| -------------- | ---- |
| ポルトガル     | 1    |
| スコットランド | 2    |
| イタリア       | 3    |
| ロシア         | 4    |
| スウェーデン   | 5    |
| ウェールズ     | 6    |

| チーム       | 順位 |
| ------------ | ---- |
| トルコ       | 7    |
| ポーランド   | 8    |
| 北マケドニア | 9    |
| ウクライナ   | 10   |
| オーストリア | NL   |
| チェコ       | NL   |

なお、ロシアとウクライナは政治的な理由により、同じプレーオフパスとならないように抽選が行われた。

## スケジュール
準決勝は3月24-25日に行われ、決勝戦は2022年3月28-29日に行われる（ただし、2022年ロシアのウクライナ侵攻の影響でパスAの準決勝1試合と決勝が6月に延期となっている。詳細後述）。時間は特記なき限り中央ヨーロッパ時間(CET, UTC+1) / 中央ヨーロッパ夏時間(CEST, UTC+2) 表記 （現地時間が異なる場合は括弧内に表記）。

## パスA
プレーオフ直前に発生した2022年ロシアのウクライナ侵攻を受け、ウクライナサッカー連盟は3月3日までに、スコットランドとの準決勝を延期するよう国際サッカー連盟 (FIFA) に要請。これを受けFIFAは3月8日、スコットランドvsウクライナの準決勝並びに決勝の開催を6月に延期すること（準決勝のもう1試合、ウェールズvsオーストリアは当初予定通り3月24日に開催）を発表した。その後欧州サッカー連盟（UEFA）は4月14日、スコットランドvsウクライナの準決勝を6月1日に、決勝を6月5日に開催することを発表した。これに伴い、UEFAネーションズリーグ2022-23のうちスコットランド・ウクライナが入るグループ（リーグBグループ1）と、ウェールズが入るグループ（リーグAグループ4）の一部日程が変更となっている。
なおFIFAワールドカップ本大会の組み合わせ抽選が4月1日に行われ、またそのシード順は2022年3月31日発表のFIFAランキングによって決定するとしていたものの、「ヨーロッパ2次予選パスAのチーム」枠はFIFAランキングに関係なくポット4に入るものとされた（なおそのときのFIFAランキングは、ウェールズが18位、ウクライナが27位、スコットランドが39位であった）。組み合わせ抽選の結果、グループリーグではイングランド、アメリカ合衆国、イランと同組となるグループBに入る事になった。

### 組み合わせ（パスA）
|  | 準決勝               | 準決勝     |                     |   | 決勝 | 決勝 |
|  |                      |            |                     |   |      |      |
|  | 3月24日 – カーディフ |            |                     |   |      |      |
|  |                      |            |                     |   |      |      |
|  | ウェールズ           | 2          |                     |   |      |      |
|  | ウェールズ           | 2          | 6月5日 – カーディフ |   |      |      |
|  | オーストリア         | 1          |                     |   |      |      |
|  | オーストリア         | 1          | ウェールズ          | 1 |      |      |
|  | 6月1日 – グラスゴー  |            | ウェールズ          | 1 |      |      |
|  |                      | ウクライナ | 0                   |   |      |      |
|  | スコットランド       | ウクライナ | 0                   | 1 |      |      |
|  | スコットランド       |            |                     | 1 |      |      |
|  | ウクライナ           | 3          |                     |   |      |      |
|  | ウクライナ           | 3          |                     |   |      |      |

| チーム #1      | スコア | チーム #2    |
| -------------- | ------ | ------------ |
| 準決勝         |        |              |
| ウェールズ     | 2 - 1  | オーストリア |
| スコットランド | 1 - 3  | ウクライナ   |
| 決勝           |        |              |
| ウェールズ     | 1 - 0  | ウクライナ   |

### 準決勝（パスA）
| ウェールズ        | 2 - 1                       | オーストリア               |
| ----------------- | --------------------------- | -------------------------- |
| ベイル 25分, 51分 | Report (FIFA) Report (UEFA) | （デイヴィス） 65分 (o.g.) |

| スコットランド  | 1 - 3                       | ウクライナ                                                |
| --------------- | --------------------------- | --------------------------------------------------------- |
| マグレガー 79分 | Report (FIFA) Report (UEFA) | - ヤルモレンコ 33分 - ヤレムチュク 49分 - ドフビク 90+5分 |

### 決勝（パスA）
| ウェールズ                   | 1 - 0                       | ウクライナ |
| ---------------------------- | --------------------------- | ---------- |
| （ヤルモレンコ） 34分 (o.g.) | Report (FIFA) Report (UEFA) |            |

## パスB
プレーオフ直前に発生した2022年ロシアのウクライナ侵攻を受け、パスBに参加するポーランド、スウェーデン、チェコは2022年2月24日、ロシア国内での試合開催を望まないことを表明し、翌日にはUEFAがロシア国内での国際試合停止を決定。ただしワールドカップ予選は国際サッカー連盟 (FIFA) の管轄であることからこの決定が適用されず、2月26日にはポーランドとスウェーデンが（場所に関係なく）ロシアとの対戦を拒否する声明を発表、翌27日にはチェコも同様の声明を発表した。
2022年2月27日、FIFAはロシアが「ロシア代表」ではなく「ロシアサッカー連合 (RFU) 代表」として出場しロシア国旗や国歌の使用を認めないこと、ロシアのホームゲームを第三国開催とすることを決定した上で、今後大会からの除外の可能性を含めて追加の制裁措置について引き続き検討すると発表した が、スウェーデンサッカー協会とポーランドサッカー協会の両協会の会長はFIFAの方針を拒絶し、引き続きロシアとの対戦を拒む姿勢を示した。
2022年3月1日、FIFAはUEFAとの共同声明として、FIFA評議会とUEFA執行委員会が国内代表チームまたはクラブチームを問わず、すべてのロシアチームの（国際大会への）参加を停止することを決定したと明らかにした。FIFAは3月8日、ロシア代表のヨーロッパ2次予選追放を正式決定するとともに、準決勝の対戦相手であったポーランド代表の不戦勝（決勝進出）を発表した。ロシアサッカー連合はスポーツ仲裁裁判所（CAS）に処分への異議を訴えていたものの、CASは2022年3月18日に訴えを棄却することを発表した。

### 組み合わせ（パスB）
|  | 準決勝             | 準決勝       |            |   | 決勝 | 決勝 |
|  |                    |              |            |   |      |      |
|  |                    |              |            |   |      |      |
|  |                    |              |            |   |      |      |
|  | ロシア             |              |            |   |      |      |
|  | 3月29日 – ホジュフ |              |            |   |      |      |
|  | ポーランド         | w/o          |            |   |      |      |
|  | ポーランド         | w/o          | ポーランド | 2 |      |      |
|  | 3月24日 – ソルナ   |              | ポーランド | 2 |      |      |
|  |                    | スウェーデン | 0          |   |      |      |
|  | スウェーデン(延長) | スウェーデン | 0          | 1 |      |      |
|  | スウェーデン(延長) |              |            | 1 |      |      |
|  | チェコ             | 0            |            |   |      |      |
|  | チェコ             | 0            |            |   |      |      |

| チーム #1    | スコア       | チーム #2    |
| ------------ | ------------ | ------------ |
| 準決勝       |              |              |
| ロシア       | w/o          | ポーランド   |
| スウェーデン | 1 - 0 (延長) | チェコ       |
| 決勝         |              |              |
| ポーランド   | 2 - 0        | スウェーデン |

### 準決勝（パスB）
| ロシア | 不戦勝 | ポーランド |
| ------ | ------ | ---------- |
|        |        |            |

| スウェーデン     | 1 - 0 (延長)                | チェコ |
| ---------------- | --------------------------- | ------ |
| クアイソン 110分 | Report (FIFA) Report (UEFA) |        |

### 決勝（パスB）
| ポーランド                                       | 2 - 0                       | スウェーデン |
| ------------------------------------------------ | --------------------------- | ------------ |
| レヴァンドフスキ 49分 (pen.) · ジエリンスキ 72分 | Report (FIFA) Report (UEFA) |              |

## パスC

### 組み合わせ（パスC）
|  | 準決勝             | 準決勝       |                  |   | 決勝 | 決勝 |
|  |                    |              |                  |   |      |      |
|  | 3月24日 – ポルト   |              |                  |   |      |      |
|  |                    |              |                  |   |      |      |
|  | ポルトガル         | 3            |                  |   |      |      |
|  | ポルトガル         | 3            | 3月29日 – ポルト |   |      |      |
|  | トルコ             | 1            |                  |   |      |      |
|  | トルコ             | 1            | ポルトガル       | 2 |      |      |
|  | 3月24日 – パレルモ |              | ポルトガル       | 2 |      |      |
|  |                    | 北マケドニア | 0                |   |      |      |
|  | イタリア           | 北マケドニア | 0                | 0 |      |      |
|  | イタリア           |              |                  | 0 |      |      |
|  | 北マケドニア       | 1            |                  |   |      |      |
|  | 北マケドニア       | 1            |                  |   |      |      |

| チーム #1  | スコア | チーム #2    |
| ---------- | ------ | ------------ |
| 準決勝     |        |              |
| イタリア   | 0 - 1  | 北マケドニア |
| ポルトガル | 3 - 1  | トルコ       |
| 決勝       |        |              |
| ポルトガル | 2 - 0  | 北マケドニア |

### 準決勝（パスC）
| イタリア | 0 - 1                       | 北マケドニア          |
| -------- | --------------------------- | --------------------- |
|          | Report (FIFA) Report (UEFA) | トライコフスキ 90+2分 |

| ポルトガル                                      | 3 - 1                       | トルコ        |
| ----------------------------------------------- | --------------------------- | ------------- |
| オタヴィオ 15分 · ジョッタ 42分 · ヌネス 90+4分 | Report (FIFA) Report (UEFA) | ユルマズ 65分 |

### 決勝（パスC）
| ポルトガル                  | 2 - 0                       | 北マケドニア |
| --------------------------- | --------------------------- | ------------ |
| B.フェルナンデス 32分, 65分 | Report (FIFA) Report (UEFA) |              |